# Związek Piłki Ręcznej w Polsce

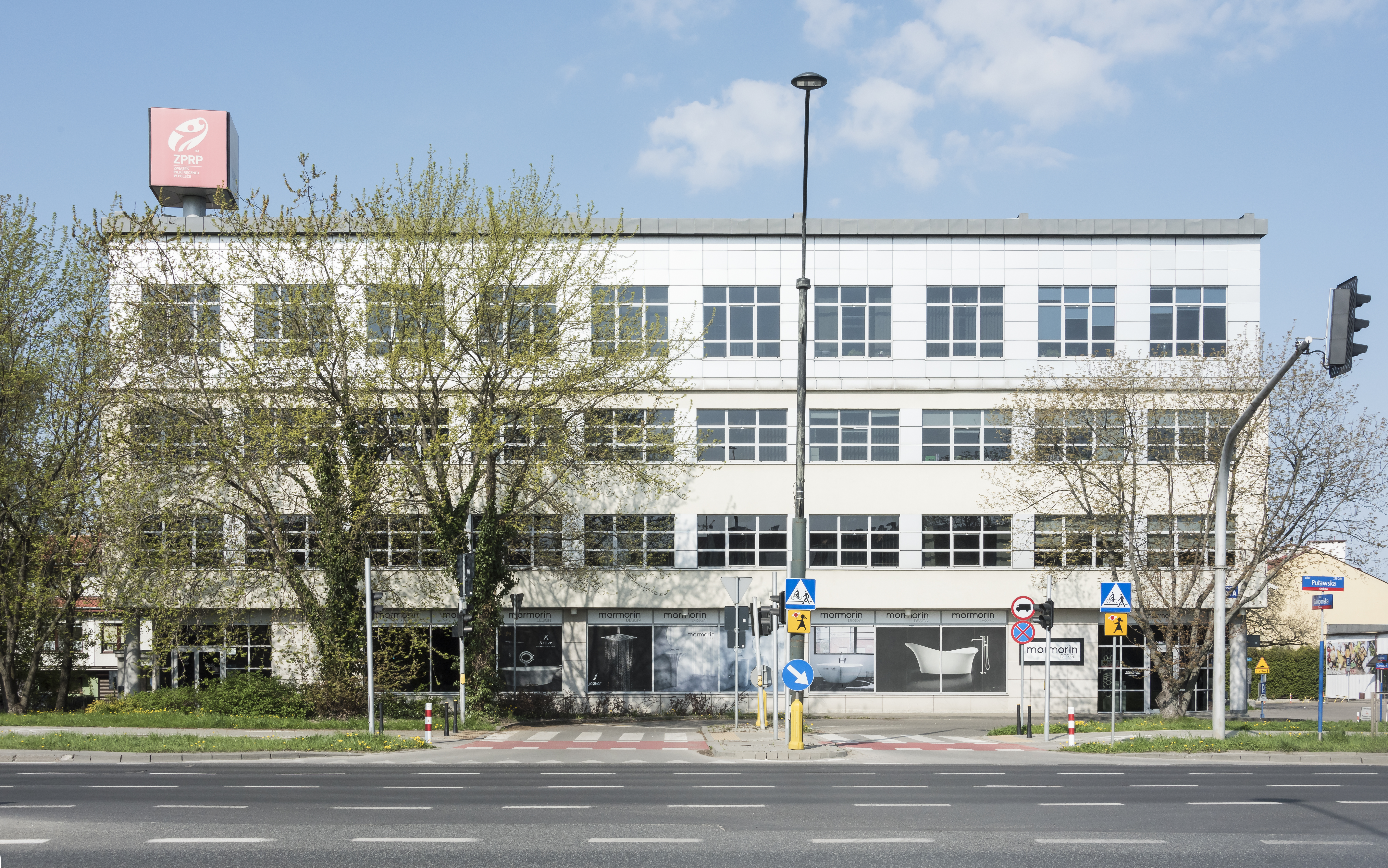
Siedziba związku przy ul. Puławskiej 300a w Warszawie

Związek Piłki Ręcznej w Polsce (oficjalny skrót ZPRP) – ogólnokrajowy związek sportowy (stowarzyszenie), działający na terenie Rzeczypospolitej Polskiej, posiadający osobowość prawną, będący jedynym prawnym reprezentantem polskiej piłki ręcznej (7-osobowej, plażowej, zarówno mężczyzn, jak i kobiet we wszystkich kategoriach wiekowych) w kraju i za granicą. Założony w 1956 r. na bazie funkcjonującego od 1928 r. Polskiego Związku Gier Sportowych.
Od 11 lipca 1946 członek IHF (jeden z założycieli), a od 17 listopada 1991 członek EHF (jeden z założycieli).

## Struktura organizacyjna
Od 2000 r. w ramach ZPRP działa 16 wojewódzkich związków piłki ręcznej:
| Nazwa                                              | Siedziba     | Strona internetowa |
| -------------------------------------------------- | ------------ | ------------------ |
| Dolnośląski Związek Piłki Ręcznej                  | Wrocław      | dzpr.pl            |
| Kujawsko-Pomorski Wojewódzki Związek Piłki Ręcznej | Toruń        | kpwzpr.pl          |
| Lubelski Związek Piłki Ręcznej                     | Lublin       | lzpr.pl            |
| Lubuski Związek Piłki Ręcznej                      | Zielona Góra | lubuskizpr.com.pl  |
| Łódzki Związek Piłki Ręcznej                       | Łódź         | lodzkizpr.pl       |
| Małopolski Związek Piłki Ręcznej                   | Kraków       | mzpr.pl            |
| Opolski Związek Piłki Ręcznej                      | Opole        | ozpr.pl            |
| Podkarpacki Wojewódzki Związek Piłki Ręcznej       | Rzeszów      | podkarpackiwzpr.pl |
| Podlaski Wojewódzki Związek Piłki Ręcznej          | Białystok    | podlaski-wzpr.pl   |
| Pomorski Wojewódzki Związek Piłki Ręcznej          | Gdańsk       | pomorskiwzpr.pl    |
| Śląski Związek Piłki Ręcznej                       | Katowice     | slzpr.com.pl       |
| Świętokrzyski Związek Piłki Ręcznej                | Kielce       | szpr.kielce.pl     |
| Warmińsko-Mazurski Okręgowy Związek Piłki Ręcznej  | Olsztyn      | w-mozpr.pl         |
| Warszawsko-Mazowiecki Związek Piłki Ręcznej        | Warszawa     | wmzpr.pl           |
| Wielkopolski Związek Piłki Ręcznej                 | Poznań       | wzprpoznan.pl      |
| Zachodniopomorski Związek Piłki Ręcznej            | Szczecin     | zzpr.pl            |

## Historia
Początki tej dyscypliny sportu w Polsce (wówczas jeszcze bez oficjalnej nazwy „piłka ręczna”) sięgają jesieni 1917 r., gdy to na terenie obozu jenieckiego w Szczypiornie (wówczas wsi, obecnie dzielnicy Kalisza) niemieccy strażnicy zapoznali internowanych tam żołnierzy Legionów Polskich (podoficerów i szeregowców I oraz III Brygady) z zasadami gry, wymyślonej przez ich rodaka Konrada Kocha (tj. w wersji 11-osobowej na otwartych boiskach). Pierwotnie ok. 4000 osadzonych tam Polaków planowało dla zabicia czasu uprawiać coraz popularniejszy futbol, jednak wobec braku warunków zdecydowali się na grę szmacianą piłką w handball.
Od nazwy owej miejscowości wziął się polski synonim gry – szczypiorniak, w języku potocznym powszechnie używany do połowy lat 60. (częściej nawet, niż oficjalna nazwa – „piłka ręczna”). W kwestii formalnej, nazwa ta tyczy się jednak tylko – nieuprawianej już obecnie – wersji niemieckiej (tj. 11-osobowej na otwartych boiskach), bowiem właśnie taką praktykowano w Szczypiornie. Znana dziś i jedyna oficjalnie uznawana – odmiana duńska, czyli 7-osobowa, nosi wyłącznie nazwę „piłka ręczna”.
Po zakończeniu I wojny światowej i odzyskaniu przez Polskę niepodległości dyscyplina ta stopniowo zaczęła rozpowszechniać się na terenie niemal całego kraju. Stało się tak głównie za sprawą błyskawicznego rozwoju lekkoatletyki – obok piłki nożnej, najpopularniejszej dyscypliny w II Rzeczypospolitej. Toteż w ramach Polskiego Związku Lekkiej Atletyki – już od wczesnych lat 20. XX wieku – prowadzono gry sportowe uzupełniające trening ogólnorozwojowy (m.in. koszykówkę, siatkówkę, palanta i właśnie szczypiorniaka). Liczba zawodników je uprawiających systematycznie rosła, więc już na początku 1925 r. utworzono w Katowicach Polski Związek Palanta i Gier Ruchowych (PZPiGR), który zjednoczył ich miłośników. W 1926 r. wprowadził on do swego statutu punkt o organizacji nowych dyscyplin sportowych (w tym piłki ręcznej). 3 kwietnia 1926 PZPiGR zmienił swą nazwę na Polski Związek Gier Ruchowych (PZGR) obejmujący m.in. szczypiorniaka. Na początku 1928 r. PZGR został zastąpiony przez nowo powstały Polski Związek Gier Sportowych (PZGS) z siedzibą w Warszawie, co uznaje się za początek piłki ręcznej w Polsce w zorganizowanej formie. W tym samym roku brał on czynny udział w zakładaniu Międzynarodowej Amatorskiej Federacji Piłki Ręcznej (IAHF) – poprzedniczce IHF, zaś w 1930 r. zorganizował premierową edycję mistrzostw Polski (MP) mężczyzn drużyn 11-osobowych na otwartych boiskach (tzw. wersja niemiecka), kontynuowane później corocznie – z przerwą wojenną – do 1966 r. Po raz pierwszy MP dla zespołów 7-osobowych (tzw. odmiana duńska) przeprowadzono w 1939 r. (kobiety) i w 1955 r. (mężczyźni), a od sezonu 1956/57 odbywają się one w formie ligowej. Od 1967 r. MP odbywają się już wyłącznie z udziałem drużyn 7-osobowych. W międzyczasie (1936 r.) PZGS przekształcił się w Polski Związek Piłki Ręcznej (PZPR). W czasach Polskiej Rzeczypospolitej Ludowej – z uwagi na założenie Polskiej Zjednoczonej Partii Robotniczej o identycznym akronimie – zmieniono nazwę centrali na Polski Związek Koszykówki, Siatkówki i Szczypiorniaka (PZKSS), a w 1956 r. na Związek Piłki Ręcznej w Polsce (ZPRP), pod którą centrala szczypiorniaka funkcjonuje do dziś. 11 lipca 1946 PZKSS brał udział w zebraniu założycielskim Międzynarodowej Federacji Piłki Ręcznej – IHF.
Z czasem utworzono męską reprezentację narodową, która 27 lutego 1958, zremisowanym 14:14 meczem przeciwko Finlandii zadebiutowała w rozgrywanych w NRD mistrzostwach świata wersji 7-osobowej (MŚ). Była to pierwsza wielka impreza międzynarodowa z udziałem „biało-czerwonych” szczypiornistów, którzy dwa dni później odnieśli swe pierwsze zwycięstwo w turnieju rangi oficjalnej, pokonując 25:11 Hiszpanię, a ostatecznie ukończyli je na 5. miejscu.
Kadra żeńska do MŚ awansowała po raz pierwszy rok wcześniej – na premierowy czempionat globu, rozgrywany w Jugosławii, ulegając 13 lipca 1957 w debiucie gospodyniom 3:11 i zajmując w nich ostatecznie 7. pozycję (pierwsze zwycięstwo 16 lipca 1957 4:1 nad Szwecją).
Jednak największe sukcesy tej dyscypliny w Polsce przypadły na lata 70. oraz 80. i dotyczyły wyłącznie handballu w wydaniu męskim. 30 lipca 1976 po dramatycznym i zakończonym dogrywką meczu o brązowy medal Igrzysk Olimpijskich w Montrealu, podopieczni Janusza Czerwińskiego i Stanisława Majorka ograli 21:18 RFN, sięgając po pierwszy w dziejach medal szczypiorniaka „nad Wisłą”. Na najniższym stopniu podium Polacy stanęli również 7 marca 1982, po zwycięstwie 23:22 nad Danią w mistrzostwach świata, rozgrywanych w RFN.
W międzyczasie triumfy święciły również polskie zespoły klubowe. W sezonie 1977/78 do finału Pucharu Europy (obecna Liga Mistrzów) awansował Śląsk Wrocław, ulegając w nim 22:28 mistrzowi NRD – SC Magdeburg. Dekadę później dwukrotnie z rzędu wyczyn ów powtórzyło Wybrzeże Gdańsk. W edycji 1985/86 minimalnie lepsza okazała się jugosłowiańska Metaloplastika Šabac, która po przegranej 29:24 w Gdańsku, u siebie odrobiła z nawiązką stratę, wygrywając 30:23 i sięgając po najcenniejszy z europejskich pucharów. Rok później w decydującym starciu gdańszczanie nie dali rady mistrzom ZSRR – CSKA Mińsk (32:24 oraz 25:30). Później w Lidze Mistrzów bez większych sukcesów grywały Iskra Kielce, Wisła Płock, a także Wybrzeże Gdańsk.
Kobiecy szczypiorniak może pochwalić się 4. miejscem Mistrzostw Świata 2013 oraz 5. miejscami Mistrzostw Świata 1973 i Mistrzostw Europy 1998. „Biało-czerwone” nigdy nie zdołały zakwalifikować się do igrzysk olimpijskich. W latach 90. i na początku XXI wieku spore osiągnięcia zanotowały jednak piłkarki Montexu Lublin, które parokrotnie wywalczyły awans do Ligi Mistrzyń – osiągając w niej dwukrotnie ćwierćfinał (w edycjach 1999/2000 i 2001/02) – a w sezonie 2000/01 (14 maja 2001), po ograniu chorwackiej Podravki Koprivnica, zdobyły Puchar EHF (zwycięstwo w Lublinie 28:21 i remis 24:24 na wyjeździe). Był to pierwszy i jedyny – jak do tej pory – triumf polskiego zespołu klubowego piłki ręcznej w którymkolwiek z europejskich pucharów, a drugi w historii polskiego sportu (po wygraniu przez Płomień Milowice PEMK siatkarzy w sezonie 1977/78).
Od połowy lat 80. trwał postępujący regres piłki ręcznej. Wpływ na taki stan rzeczy miało przede wszystkim wycofanie się Polski z udziału w Igrzyskach Olimpijskich w Los Angeles i uniemożliwienie występu w turnieju olimpijskim męskiej kadrze szczypiornistów, do którego zakwalifikowała się ona po sportowej walce w 1983. Od tego momentu znacznie ograniczono środki finansowe na działalność rodzimego „światka” handballowego, choć po części niemal od zawsze wśród halowych gier zespołowych znacznie popularniejsze były w Polsce koszykówka, a zwłaszcza siatkówka. 17 listopada 1991 ZPRP znalazł się w grupie krajowych federacji tworzących EHF. 5 lipca 2004 stery w centrali objął nowy zarząd z biznesmenem Markiem Budziakiem jako prezesem. Z czasem jednak okazało się, iż nie potrafi on znaleźć wspólnego języka „ze środowiskiem”, co rodziło nowe konflikty. Dodatkowo w centrali trwała kontrola Ministerstwa Sportu oraz istniała groźba wprowadzenia kuratora. 19 czerwca 2005 przeciwko prezesowi związku wystąpili również zawodnicy męskiej kadry narodowej, podczas zwycięskiego (32:26) spotkania barażowego o awans do mistrzostw Europy 2006 ze Szwecją w olsztyńskiej hali Urania. Toteż podczas nadzwyczajnego zjazdu ZPRP, który odbył się 15 stycznia 2006 w Warszawie, delegaci postanowili odwołać cały ówczesny zarząd wraz z jego prezesem, wybierając na miejsce Marka Budziaka byłego szefa Polskiej Konfederacji Sportu Andrzeja Kraśnickiego. Znaczący sukces przyszedł zaskakująco szybko. Podczas rozgrywanych w 2007 r. w Niemczech mistrzostw świata Polacy awansowali do wielkiego finału (ulegli w nim gospodarzom), czym nawiązali do sukcesów z 1974 r. (4. miejsce) i 1982 r. Medale mistrzostw świata (dwa brązowe) zdobyli jeszcze w 2009 i 2015. W 2009 r. stali się pierwszą polską reprezentacją w sportach zespołowych, która stawała na podium dwóch kolejnych światowych czempionatów. W 2010 r. sponsorem strategicznym związku zostało PGNiG SA.